# Aleu (motorfiets)

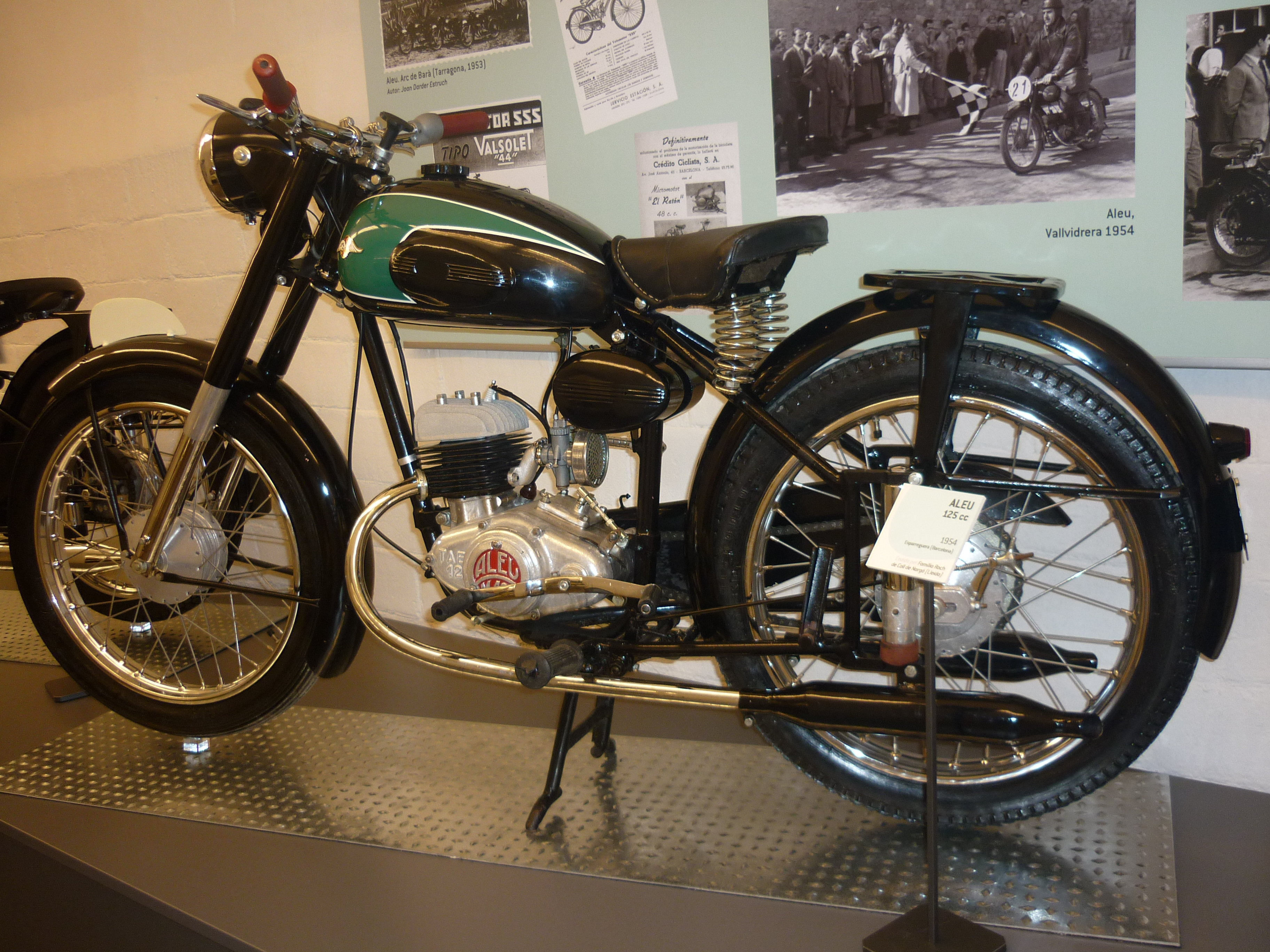
125 cc Aleu uit 1954

Aleu is een historisch merk van motorfietsen.
Ze werden geproduceerd door Manufacturas Mecanicas Aleu in Barcelona van 1953 tot 1956.
Dit was een kleine Spaanse fabriek die 198- en 247cc-motorfietsen produceerde.